# Xian de Zichang
Le xian de Zichang (子长县 ; pinyin : Zǐcháng Xiàn) est un district administratif de la province du Shaanxi en Chine. Il est placé sous la juridiction de la ville-préfecture de Yan'an.

## Démographie
La population du district était de 227 464 habitants en 1999.